# Südbahn-Gesellschaft

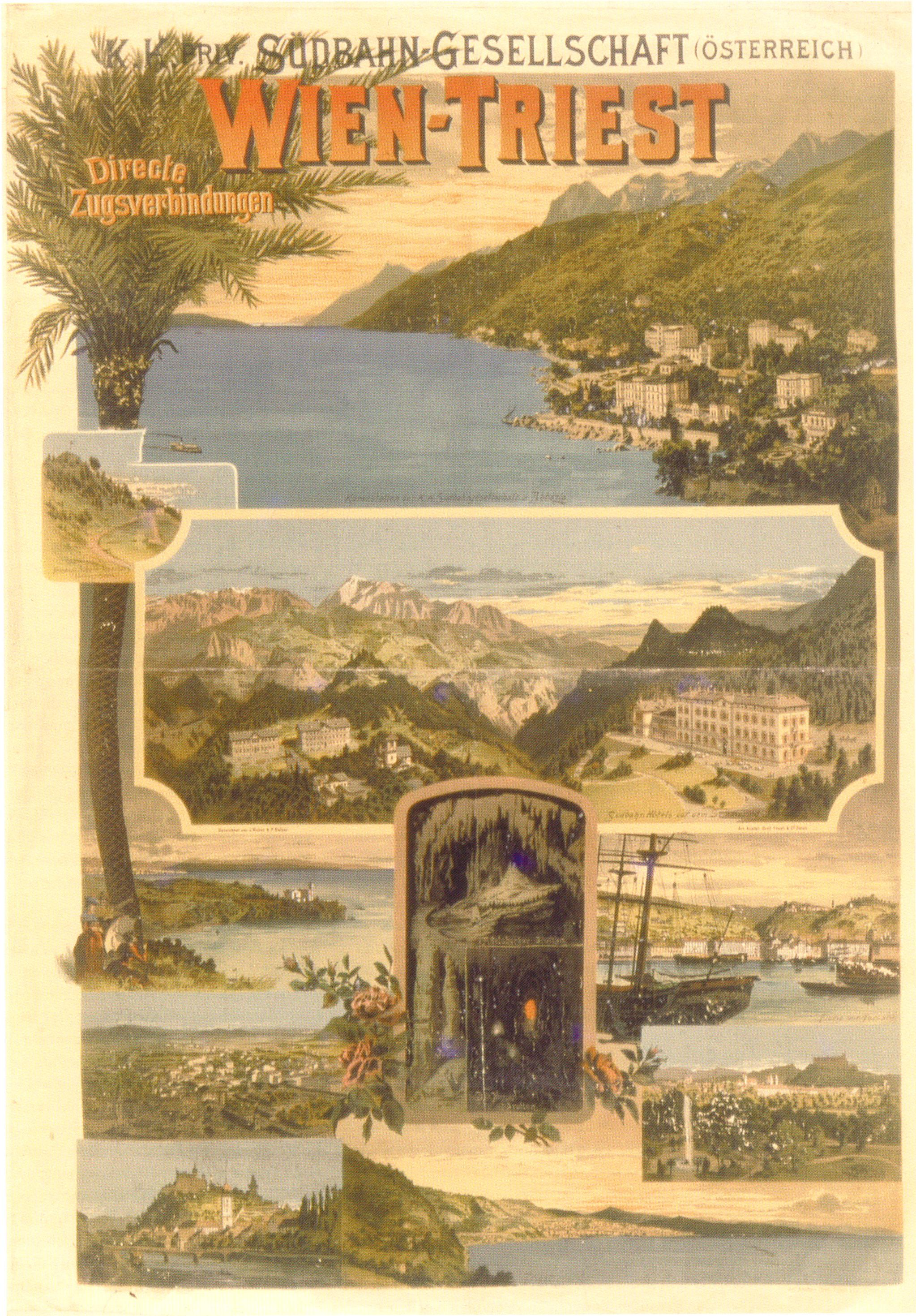
Werbeplakat der Südbahn-Gesellschaft aus dem Jahr 1898

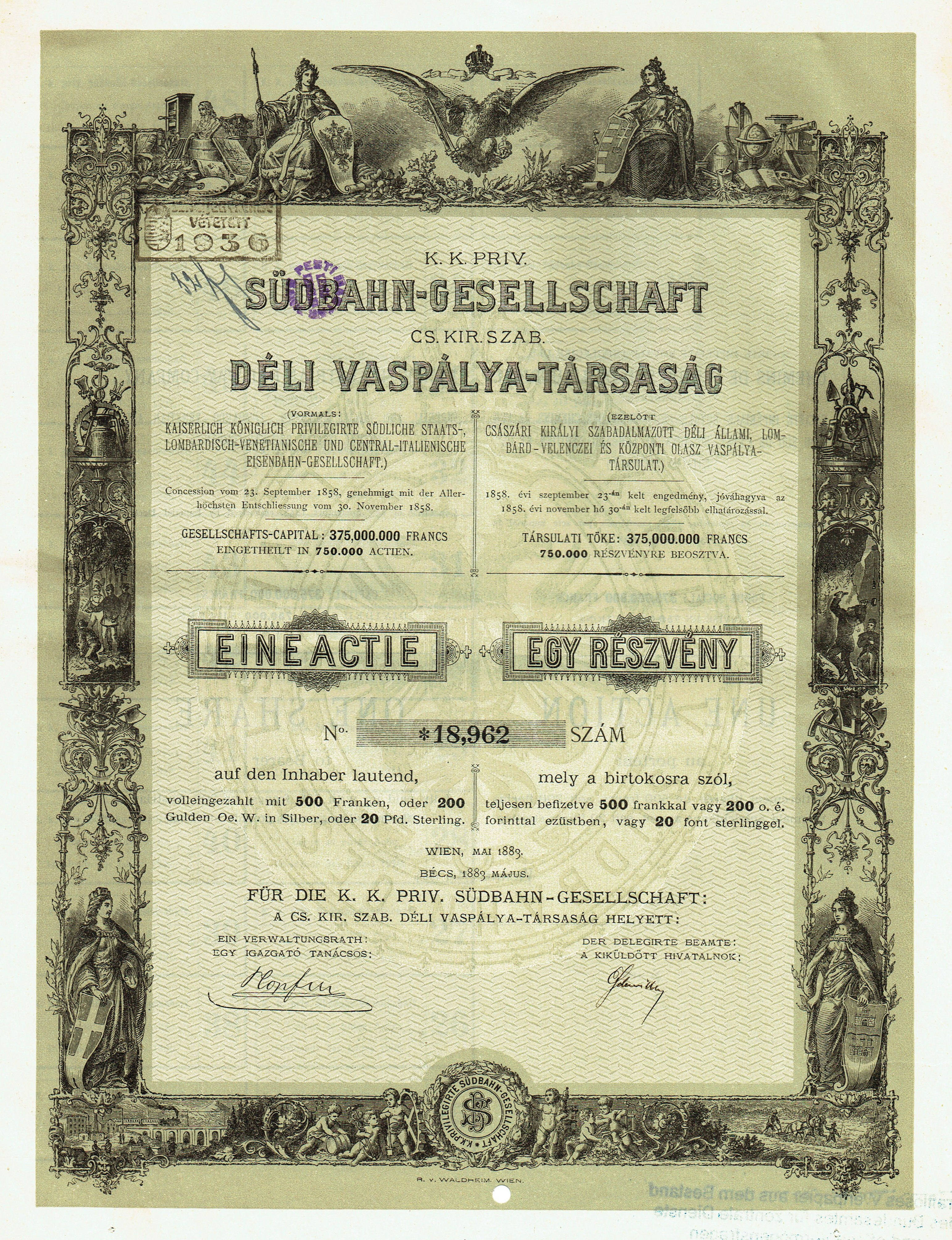
Aktie über 500 Franken der Südbahn-Gesellschaft vom Mai 1883

Die k.k. privilegierte Südbahn-Gesellschaft, ungarisch Déli Vaspálya-Társaság, kurz Déli Vasút, war eine österreichische Aktiengesellschaft, die zahlreiche Bahnstrecken im Kaisertum Österreich, ab 1867 in Österreich-Ungarn sowie ab 1918 kurzzeitig in einigen Nachfolgestaaten der Habsburgermonarchie (Österreich, Ungarn, SHS-Staat) betrieb.
Das Unternehmen erlangte durch zwei Aspekte besondere wirtschaftshistorische Bedeutung. Zum einen zogen sich nach 1918 die Verhandlungen um die Vermögensaufteilung nach der staatlichen Neuordnung in Europa jahrzehntelang hin.
Zum anderen existierte das Unternehmen auch nach Beendigung des Bahnbetriebes noch mehrere Jahrzehnte als Vermögensverwaltung zur Absicherung der sozialrechtlichen Ansprüche ehemaliger Dienstnehmer weiter.
Die Südbahn-Gesellschaft, kurz Südbahn, unter ihrem langjährigen Generaldirektor Friedrich Julius Schüler gilt als Gründer der Kur- und Erholungsorte Semmering und Abbazia.

## Geschichte

### Entstehung
Als „Geburtsstunde“ des Unternehmens gilt der 23. September 1858. An diesem Tag erwarb ein von der Creditanstalt geführtes Konsortium neben einigen anderen Bahnen die k.k. Südliche Staatsbahn und die k.k. Tiroler Staatsbahn, zwei spätere Kernstrecken der Gesellschaft. Bereits 1856 hatte das Konsortium die k.k. priv. lombardisch-venetianische Staatsbahn erworben. Dies geschah im Zuge des Ausverkaufs der staatlichen Bahnen in Folge des Kapitalmangels des neoabsolutistischen österreichischen Kaiserreichs. Das Konsortium erwarb die Bahnen zu einem Schleuderpreis von 100 Millionen Gulden. Das Kapital der Aktiengesellschaft mit dem Namen k.k. priv. südliche Staats-, lombardisch-venetianische & centralitalienische Eisenbahn-Gesellschaft lag überwiegend in den Händen des französischen Zweigs der Familie Rothschild. Gründende Aktionäre waren neben der Creditanstalt unter Anselm von Rothschild die Rothschild Frères mit James de Rothschild und Lionel Nathan Rothschild. Der Sitz des Unternehmens war zwar formell in Wien, die Entscheidungen wurden aber stets vom Comité in Paris getroffen. Präsident des Verwaltungsrates war zwar nominell Franz Graf Zichy, ihm wurden jedoch als Vizepräsidenten aus Paris James de Rothschild und Raffael Herzog von Galliera zur Seite gestellt. Erster Generaldirektor wurde der Franzose Eugéne de Lapeyriére. Eine ähnliche Situation herrschte auch beim großen Mitbewerber k. k. privilegierte österreichische Staatseisenbahn-Gesellschaft, wo die französische Bank Crédit Mobilier der Brüder Émile Pereire und Isaac Pereire dominierend war.
Die Südbahn genannte Gesellschaft führte als Nachfolgebetrieb der Wien-Gloggnitzer-Eisenbahn bzw. der k.k. Südlichen Staatsbahn den Betrieb auf der schon bestehenden Strecke Wien-Triest. Bereits im Gründungsjahr 1858 kamen mit der Übernahme der Kaiser Franz Joseph-Orientbahn auch ungarische Strecken zur Gesellschaft. Zur Entstehungszeit des Unternehmens zählte Venetien noch zu Österreich und die Südbahn trachtete ursprünglich danach, Venedig als Hauptseehafen des Kaiserreiches anzubinden. Erst nach dem endgültigen Verlust Venetiens im Jahr 1867 richtete sich das Verkehrsbedürfnis gänzlich auf den neuen Hauptseehafen Triest aus.

### Teilung nach 1862
Der Betrieb von Strecken in Oberitalien durch die Südbahn stieß jedoch auf Ablehnung des österreichischen Staates, der am 12. April 1862 ultimativ die Trennung in einen österreichischen und einen italienischen Teil forderte und die bisherige Konzession kurzerhand für ungültig erklärte. Daraufhin entschied das Comité die völlige Trennung der Netze, der österreichisch-ungarische Teil erhielt am 20. Juni 1862 eine neue Konzession und den Namen k.k. privilegierte Südbahn-Gesellschaft.
Der italienische Streckenteil verblieb in der Societa della strade ferrate della Lombardia e dell’Italia centrale, die 1865 in der neu gegründeten Strade Ferrate Alta Italia (SFAI) aufging. Diese wurde von der gleichen Kernaktionärsgruppe wie die Südbahn-Gesellschaft gehalten und übernahm das italienische Streckennetz der Südbahn-Gesellschaft sowie andere Teile des Südbahnvermögens in Italien, besonders auch den Fuhrpark.

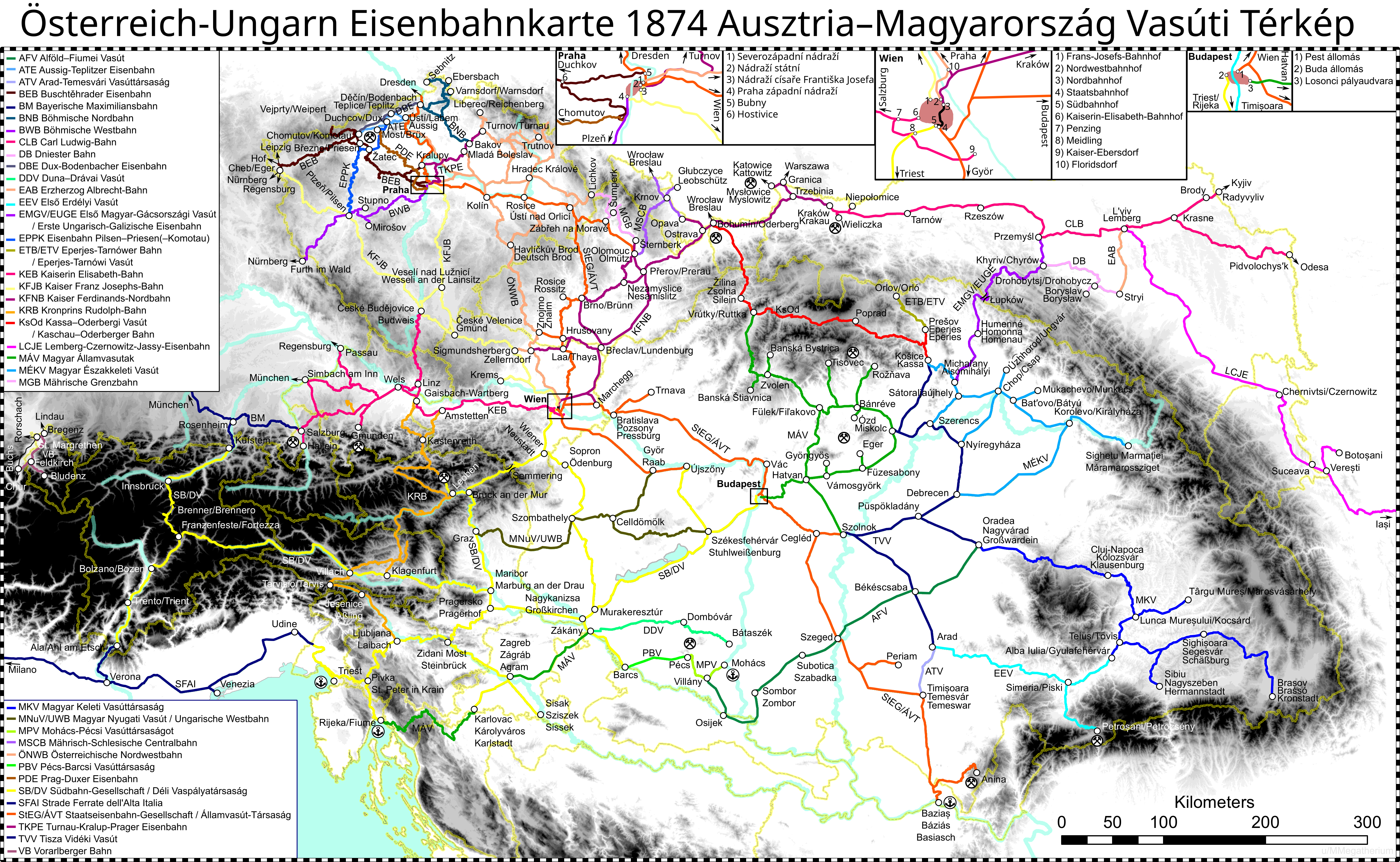
Das Netz der Südbahn im Vergleich mit anderen österreichisch-ungarischen Bahngesellschaften (1874)

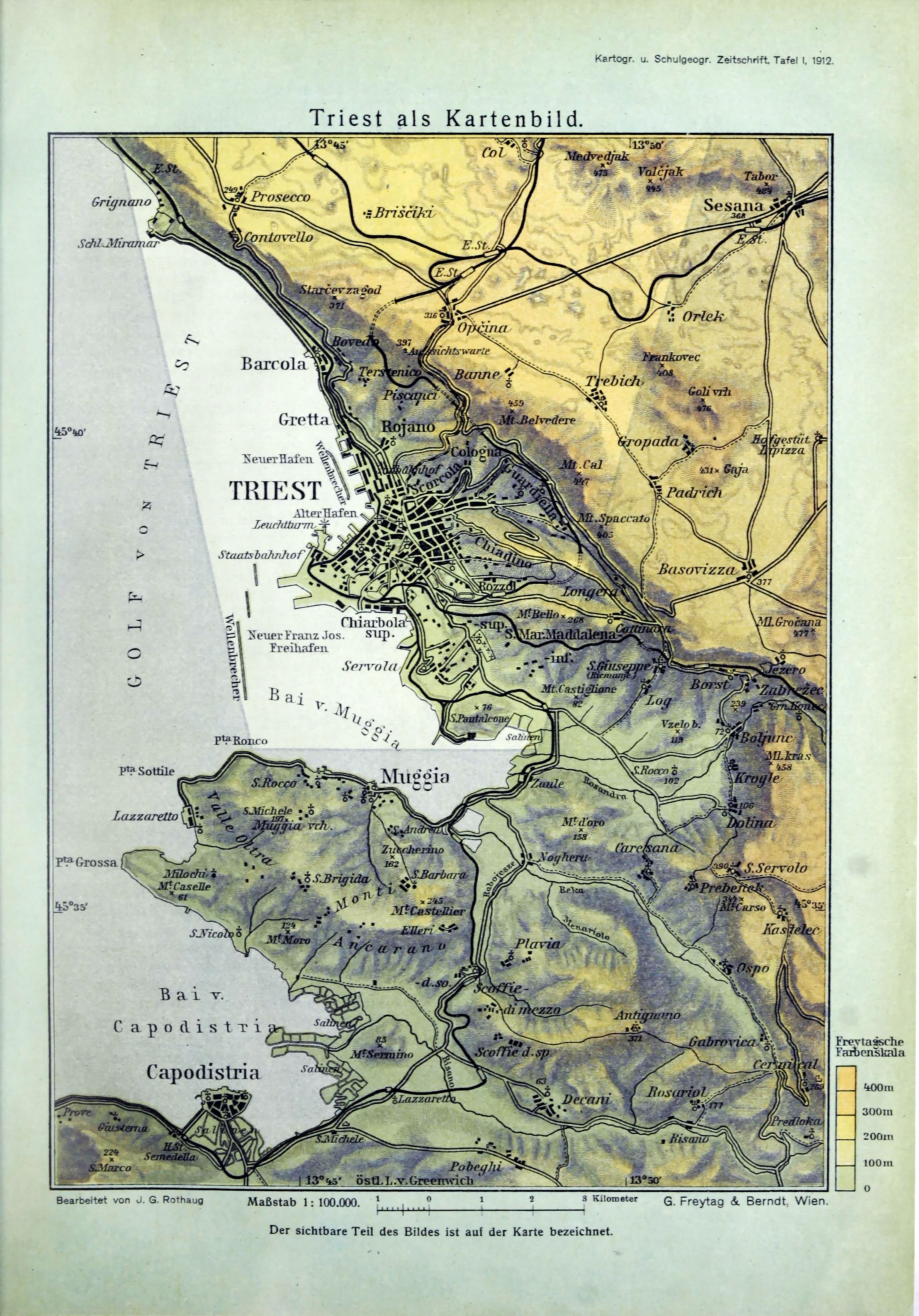
Verkehrslage Triest, 1912

### Blütezeit bis zum Ersten Weltkrieg

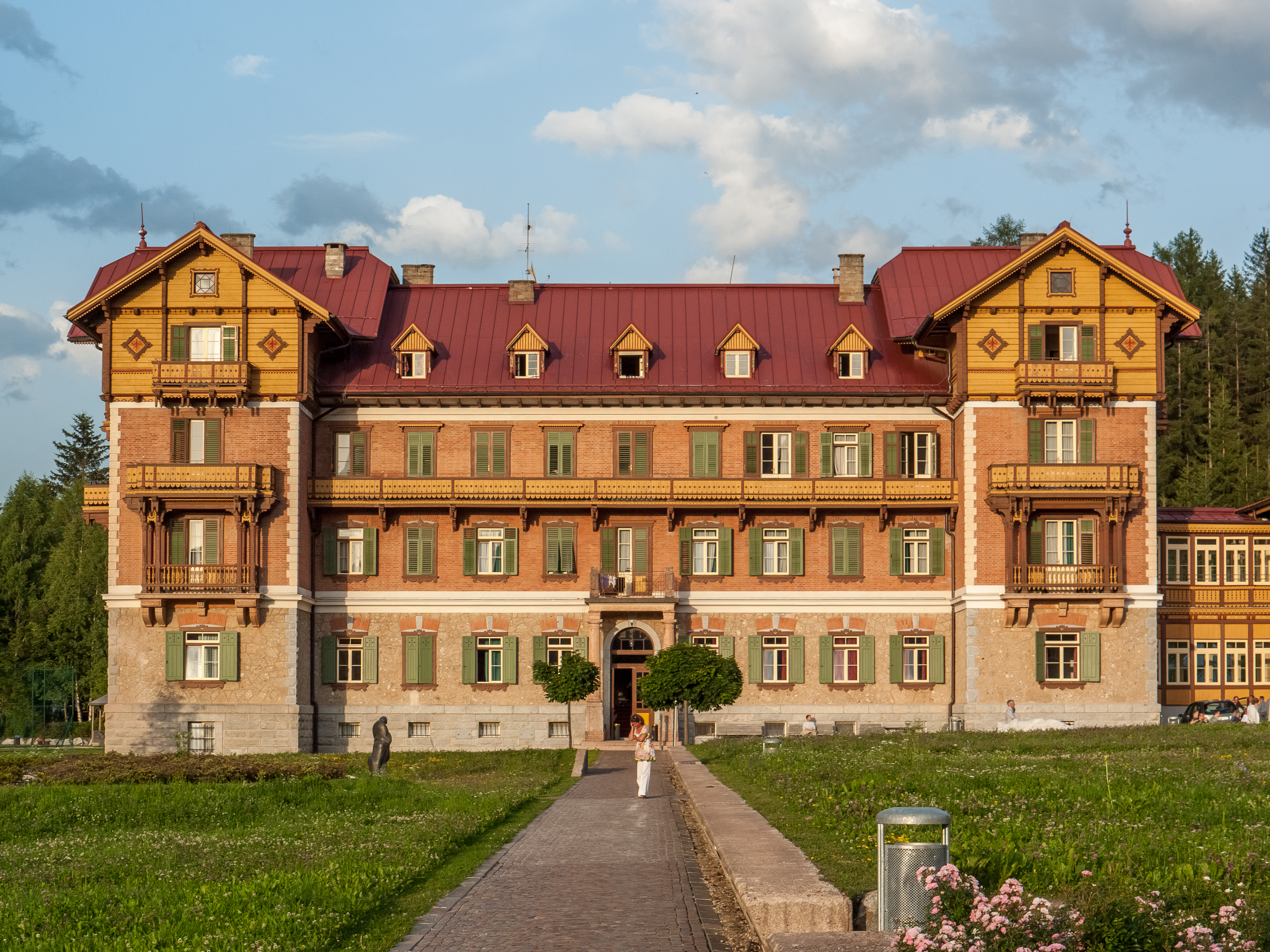
Das Grand Hotel Toblach (Foto 2009), eine touristische Initiative der Südbahn-Gesellschaft

Die Südbahn-Gesellschaft betrieb eine weitere Nord-Süd-Alpenquerung von Kufstein an der deutsch-österreichischen Grenze nach Verona (später nur bis Ala an der damaligen Grenze zwischen Tirol und dem Königreich Italien) mit der 1867 fertiggestellten Brennerbahn als Kernstück.
Beide Nord-Süd-Strecken wurden durch eine Ost-West-Strecke (Drautalbahn und Pustertalbahn) von Marburg über Klagenfurt nach Franzensfeste mit der Brennerbahn verbunden. Das Unternehmen betrieb neben dem Stammnetz in Österreich ausgedehnte Strecken auf dem Gebiet der Königreiche Ungarn und Kroatien sowie einige Linien auf Rechnung des Staates, darunter die Neuberger Bahn und die Lavanttalbahn. Die Wien-Pottendorf-Wiener Neustädter-Bahn überließ die Betriebsführung der Südbahn. Auch die private Graz-Köflacher Eisenbahn sowie Strecken der Steiermärkischen Landesbahnen wurden zeitweise von der Südbahn betrieben.
Die Südbahn-Gesellschaft startete unter ihrem Generaldirektor Friedrich Julius Schüler Initiativen im Bereich des Tourismus, die bis dato in Österreich-Ungarn kaum üblich waren. Sie betätigte sich aktiv als Entwicklerin von Kurorten, namentlich der Region Semmering sowie des Seebades Abbazia. In beiden Orten sowie in Toblach im Pustertal betrieb das Unternehmen eigene Eisenbahnhotels, die am günstigsten über das eigene Streckennetz erreichbar waren. Besonders bekannt ist das noch weitgehend originalgetreue Südbahnhotel am Semmering. Das Wachstum der Kurorte führte direkt zu einer Nachfragesteigerung im Reiseverkehr. Durch die wachsende Dominanz des Individualverkehrs und den Bedeutungsverlust des bahngebundenen Luxustourismus im 20. Jahrhundert sind heute die ehemaligen Grand Hotels der Südbahn-Gesellschaft, etwa das Hotel Kvarner in einer schwierigen Lage. Das Grand Hotel Toblach existiert heute als Kulturzentrum.
Die Südbahn-Gesellschaft gründete weitere Tochterfirmen, wie die noch heute im Firmenbuch zu findenden Südbahn-Werke, welche vornehmlich Signalanlagen herstellten. In der zweiten Hälfte des 19. Jahrhunderts betrieb die Südbahn ein eigenes Schienen-Walzwerk in Graz, welches z. B. die Schienen der anfangs von der Gesellschaft betriebenen Thörlerbahn lieferte.
Abgesehen von einigen Erfolgen erwies sich die finanzielle Lage der Südbahn-Gesellschaft jedoch die meiste Zeit über als sehr labil. Die Pariser Konzernleitung zog es vor, Kapitalerhöhungen statt durch die Ausgabe neuer (stimmberechtigter) Aktien durch Emission kurzfristig laufender Obligationen (Schuldverschreibungen) mit 3 bis 5 % Verzinsung vorzunehmen. Dies trieb die Außenstände des Unternehmens bald in die Höhe, sodass zeitweise einem Aktienkapital von 150 Mio. Gulden Schuldverschreibungen in der Höhe von 469,5 Mio. Gulden gegenüberstanden. Die Finanzmärkte sträubten sich in Folge gegen die Annahme weiterer Emissionen, sodass das Defizit der Südbahn-Gesellschaft bis zum Ersten Weltkrieg hoch blieb. Sie war demnach bis zu ihrem Ende ein Koloss auf tönernen Beinen.

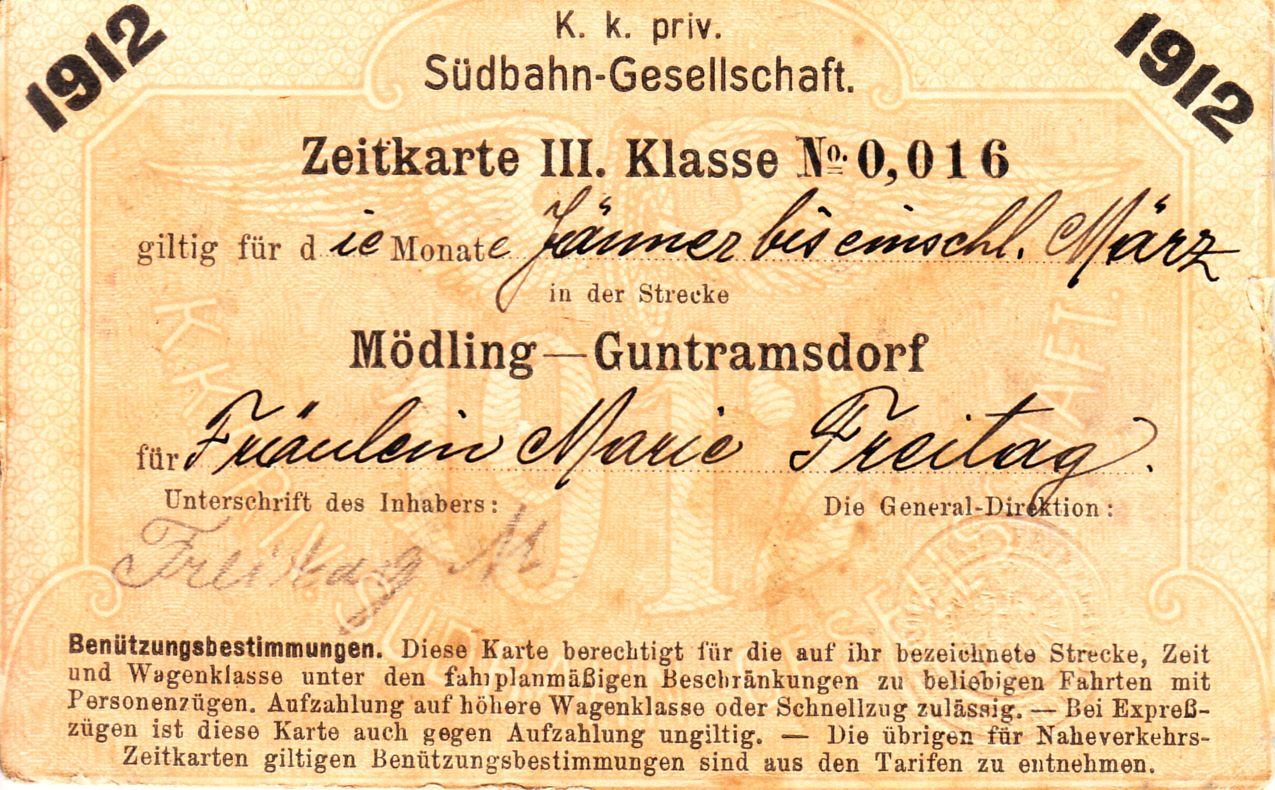
Zeitkarte der k.k. priv. Südbahn-Gesellschaft von 1912

Ein verwaltungstechnisch bedeutsamer Schritt wurde mit 1. Juni 1900 gesetzt: Einheitliche Betriebs-Inspectorate mit Amtssitzen in Wien, Graz, Triest, Klagenfurt und Innsbruck verbesserten von da an den Gesamtgeschäftsgang unter anderem dadurch, dass den Inspektoraten jeweils kommerzielle Referenten angehörten, die den Kontakt mit Industrie, Handel und Reisenden pflegten.

### Teilung nach 1918
Nach dem Ende des Ersten Weltkrieges war das Vermögen der von der neuen Grenzziehung betroffenen Bahnunternehmen, besonders der kkStB und der Südbahn-Gesellschaft, aufzuteilen. Bei der Südbahn herrschte zu Kriegsende aufgrund der Besitzverhältnisse de facto Chaos, die Generaldirektion in Wien war weitgehend machtlos und die überschuldete Gesellschaft durch den Zerfall der Habsburgermonarchie quasi nicht mehr existent. Italien und der SHS-Staat annektierten die auf ihrem Gebiet liegenden Strecken. Es folgten schwierige, mehrjährige Verhandlungen über die Zukunft der Gesellschaft.
Ein Versuch Österreichs, die Südbahn-Gesellschaft zu internationalisieren, scheiterte am Einwand Italiens und Jugoslawiens. Der italienische Staat versuchte zudem, über Strohmänner die Aktienmehrheit des Unternehmens in die Hände zu bekommen, sodass der Aktienkurs der Gesellschaft trotz Niedergangs laufend stieg. Schlussendlich wurde die Aufteilung der Südbahn beschlossen.
Besonders schwierig erwies sich die Aufteilung bei Lokomotiven und Waggons. Die dazu gebildete internationale Aufteilungskommission benötigte mehrere Jahre, um den Fuhrpark abschließend auf die betroffenen Staaten aufzuteilen. Grundlage dafür war der in Rom abgeschlossene internationale Staatsvertrag vom 29. März 1923.

### Verstaatlichung und Ende
In Österreich ging die Südbahn-Gesellschaft rechtlich 1923 in die Donau-Save-Adria Eisenbahn-Gesellschaft (vormals Südbahn-Gesellschaft) (DOSAG) über. Hauptaktionäre waren das Königreich Italien sowie über eine Vereinigung das ehemalige französische Comité. Auch der SHS-Staat trat zur Wahrung seiner Rechte in das Unternehmen ein. Einziger Zweck der unter italienischer Führung stehenden Aktiengesellschaft war die Erfüllung des Abkommens vom 29. März 1923, sprich die Abwicklung der alten Südbahn-Gesellschaft. Die neu entstandene Republik Österreich leistete Abschlagszahlungen in der Höhe von 20.720.000 Gold-Francs, die zugleich das Kapital der in Wien registrierten Aktiengesellschaft darstellten. Mit 1. Jänner 1924 übernahmen die Bundesbahnen Österreich (BBÖ) den Betrieb der ehemaligen Südbahn-Strecken.
Obwohl die DOSAG danach nicht mehr als Bahnunternehmen tätig war, bestand sie als Rechtspersönlichkeit noch lange weiter. Mit dem Anschluss Österreichs an das Deutsche Reich wurden die französischen Unternehmensanteile zugunsten der italienischen Mehrheitseigentümer enteignet. Durch die Besetzung und Auflösung des Königreichs Jugoslawien (1941) konnte Italien seine Aktienmehrheit weiter ausbauen. Die Folge war ein erneutes rechtliches Chaos nach dem Kriegsende 1945, welches wiederum langjähriger rechtlicher Klärung bedurfte. Spätestens zu diesem Zeitpunkt wurde der verbliebene große Grundbesitz der DOSAG in Ungarn und Jugoslawien, nebst einigen Industriebetrieben, enteignet.
1966 wurde die DOSAG von einer Aktiengesellschaft in eine Offene Handelsgesellschaft umgewandelt. Der Verwaltungsrat bestand nun aus sechs Italienern, einem Beamten des Bundesministeriums für Finanzen und einem amerikanischen Bankier. Am 15. Jänner 1970 wurde ein Liquidationsantrag gestellt und das Unternehmen am 17. Dezember 1982 aus dem Handelsregister gelöscht. Anfang der 1990er-Jahre bestand die DOSAG noch als reine Vermögens- und Liegenschaftsverwaltung in Rom.

#### Ungarisches Netz

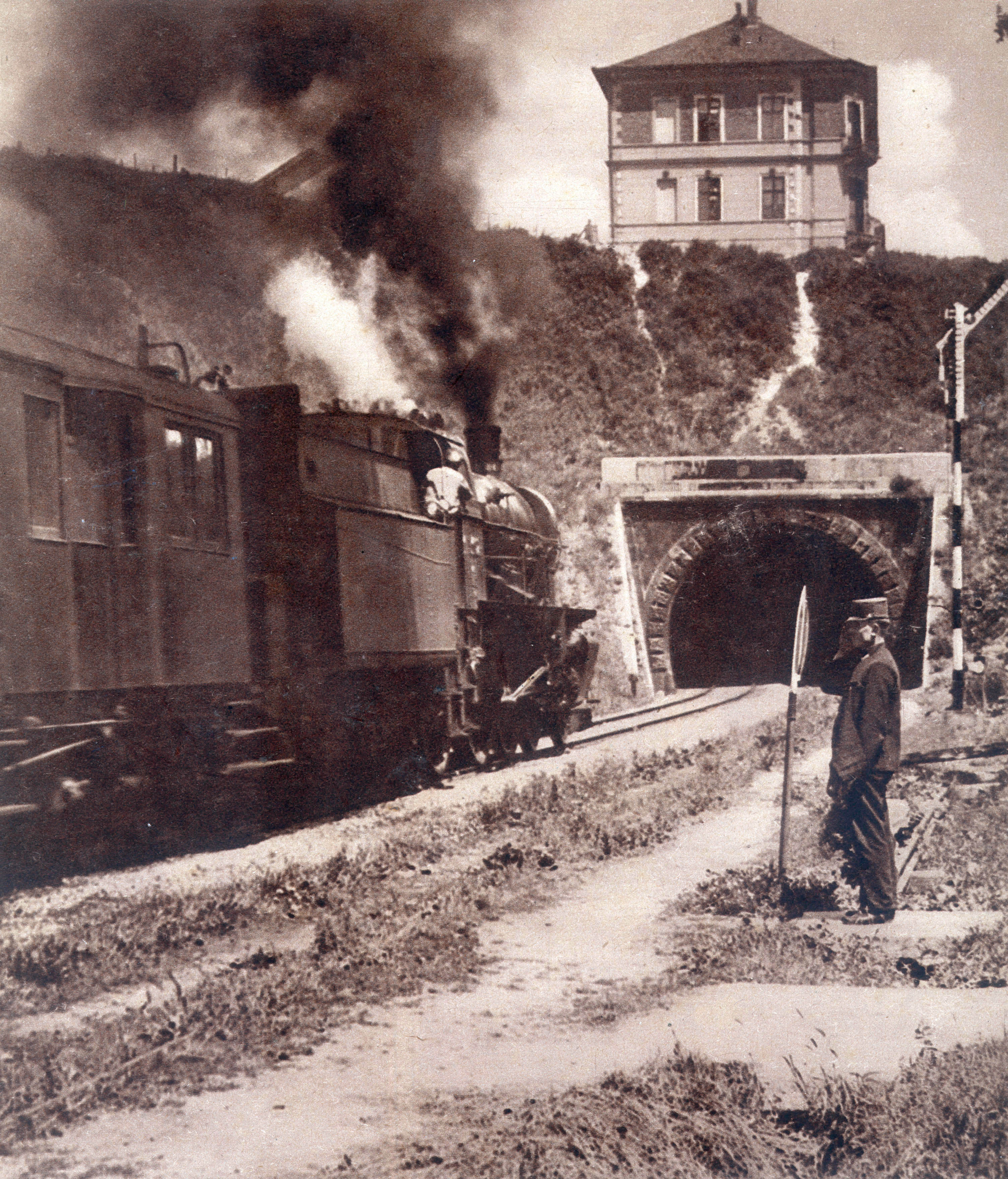
Ein DSA-Schnellzug erreicht den Tunnel durch den Gellértberg (1927)

In Ungarn bestand das Unternehmen als Duna-Száva-Adria-Vasúttársaság (DSA) weiter und war mit einem Streckennetz von 573 Kilometern weiterhin die größte ungarische Privatbahn. Aufgrund der Statuten des römischen Vertrages von 1923 wurden allgemeingesellschaftliche Angelegenheiten von der Zentrale der DOSAG in Wien geregelt, die betrieblichen Angelegenheiten des ungarischen Netzes führte die Betriebsdirektion in Budapest selbstständig.
Die DSA schaffte weiterhin bewährte Lokomotiven wie die Baureihe 109 an und führte, als Folge des in den 1920er-Jahren stark angestiegenen Fremdenverkehrs am Balaton, den Triebwagenverkehr mit Schienenbussen ein. Im Zuge dieser Fremdenverkehrsoffensive errichtete die DSA noch kurz vor ihrem Ende mehrere großzügige Stationsneubauten am Balaton-Südufer.
Zum 30. Juni 1932 ging die DSA in der MÁV auf.

### Juristische Relikte
In § 512 des Allgemeinen Sozialversicherungsgesetzes (ASVG) ist noch im Jahr 2024 zu lesen, dass die ständigen Bediensteten des Zentraldienstes (Generaldirektion) der Donau-Save-Adria Eisenbahn-Gesellschaft (vormals Südbahn-Gesellschaft) von der gesetzlich verpflichtenden Sozialversicherung ausgenommen sind. Es handelt sich dabei um totes Recht, da es keine Personen mehr gibt, die bei der DOSAG in einem Dienstverhältnis stehen oder als Angehörige Rechte daraus ableiten könnten.
Auch steht nach wie vor das Übereinkommen zwischen der Republik Österreich, der Ungarischen Volksrepublik, der Italienischen Republik, der Föderativen Volksrepublik Jugoslawien und der Donau-Save-Adria Eisenbahn-Gesellschaft (vormals Südbahn-Gesellschaft) unter Beitritt der Vertreter der Besitzer von Obligationen der genannten Gesellschaft und der von der ehemaligen Südbahn-Gesellschaft ausgegebenen Titres und Coupons in Österreich im Rang eines Gesetzes.

## Gebäude
Die Bahnhöfe der Südbahn-Gesellschaft wurden in der Regel als Südbahnhof bezeichnet, auch wenn sie nicht im Süden der jeweiligen Stadt lagen. Die Bahnhofsgebäude in Mürzzuschlag stehen als Bahnhofanlage Mürzzuschlag unter Denkmalschutz. Ebenfalls unter Denkmalschutz stehen die Anlage der Semmeringbahn, Hotelbauten (z. B. das Südbahnhotel) und Wohnhäuser im Bereich der Südbahn in Österreich.

Bahnhöfe der Südbahn-Gesellschaft
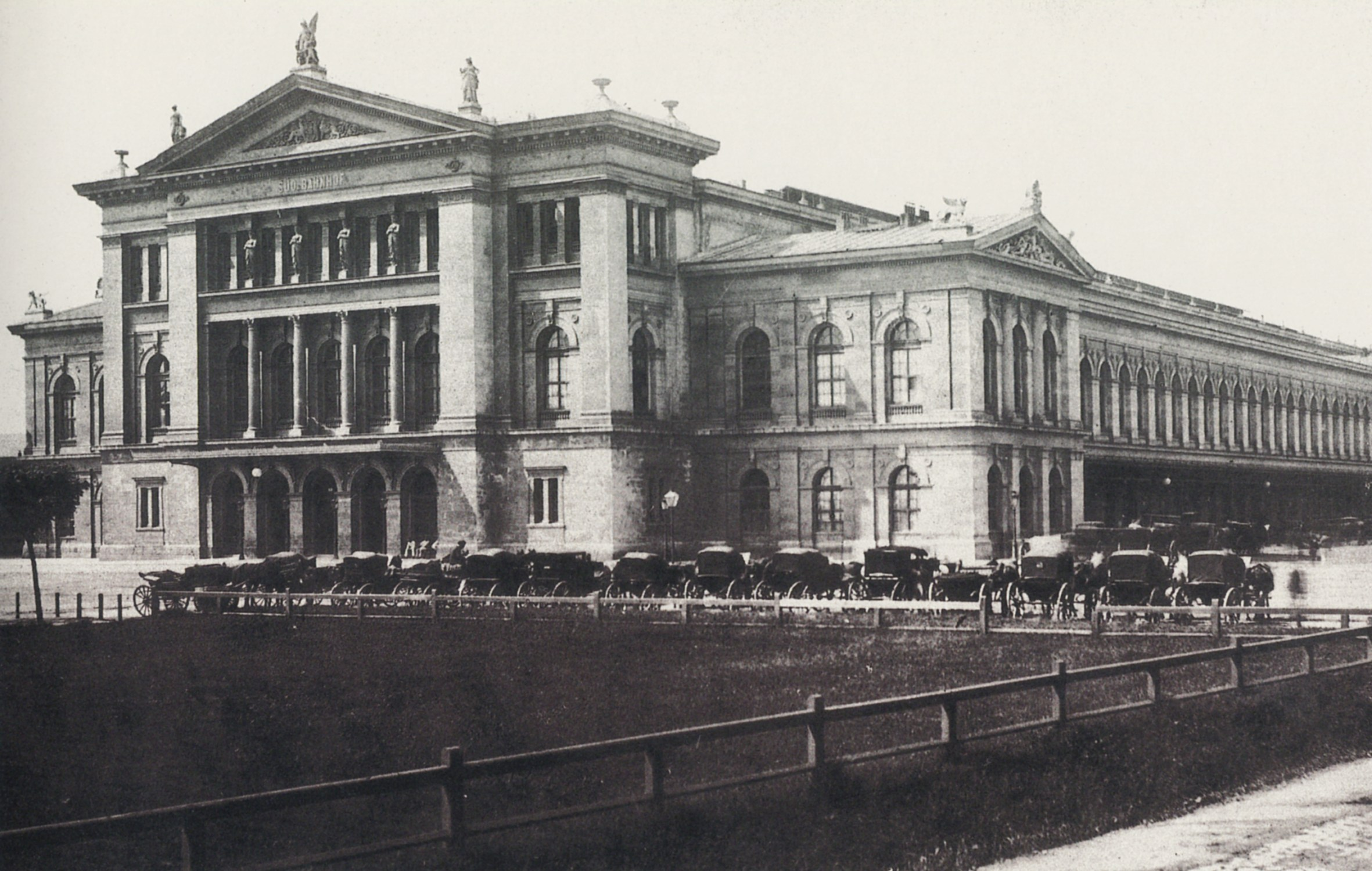
Wien Südbahnhof (Architekt: Wilhelm von Flattich, 1874)
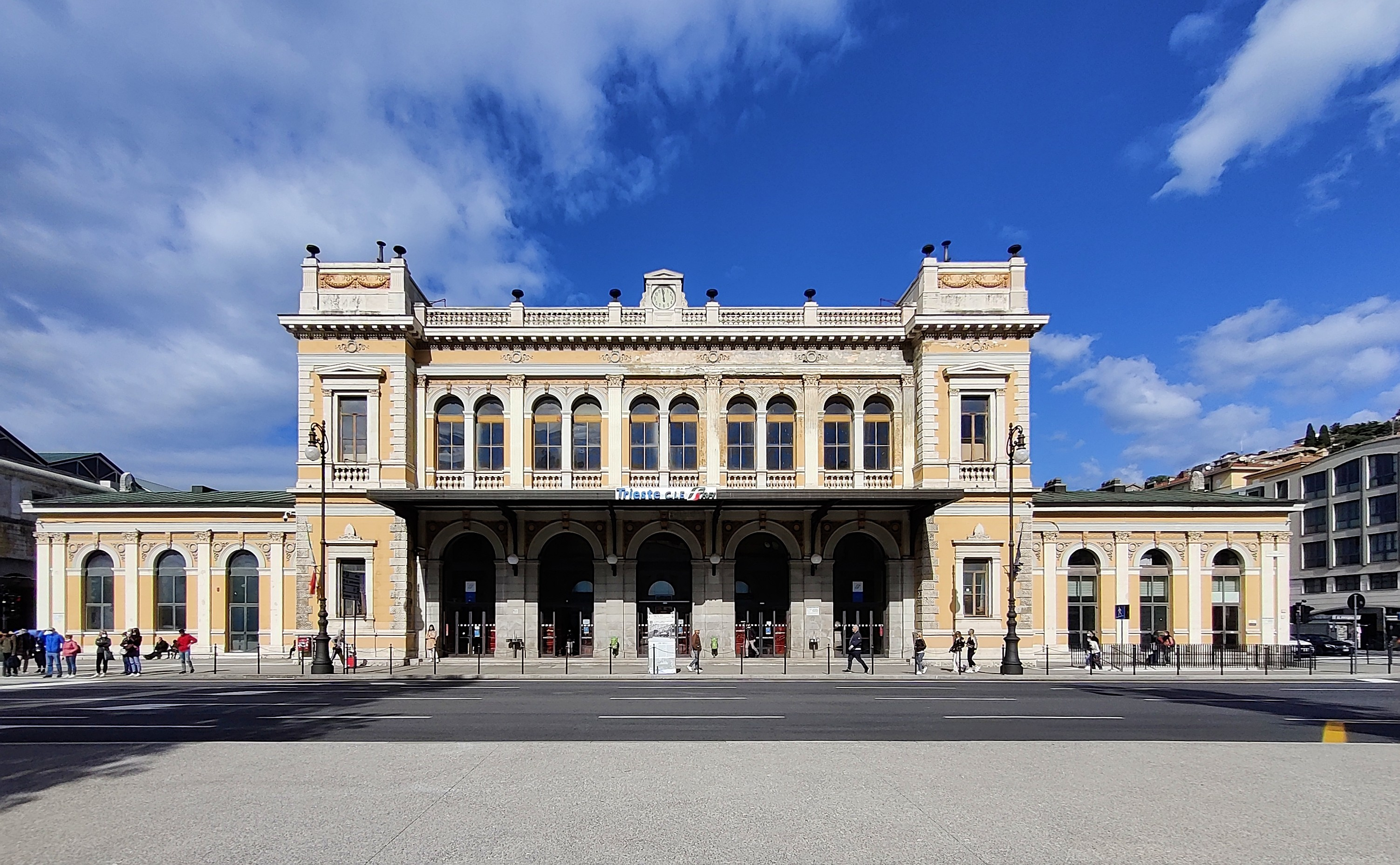
Triest Südbahnhof (Architekt: Wilhelm von Flattich, 1878)
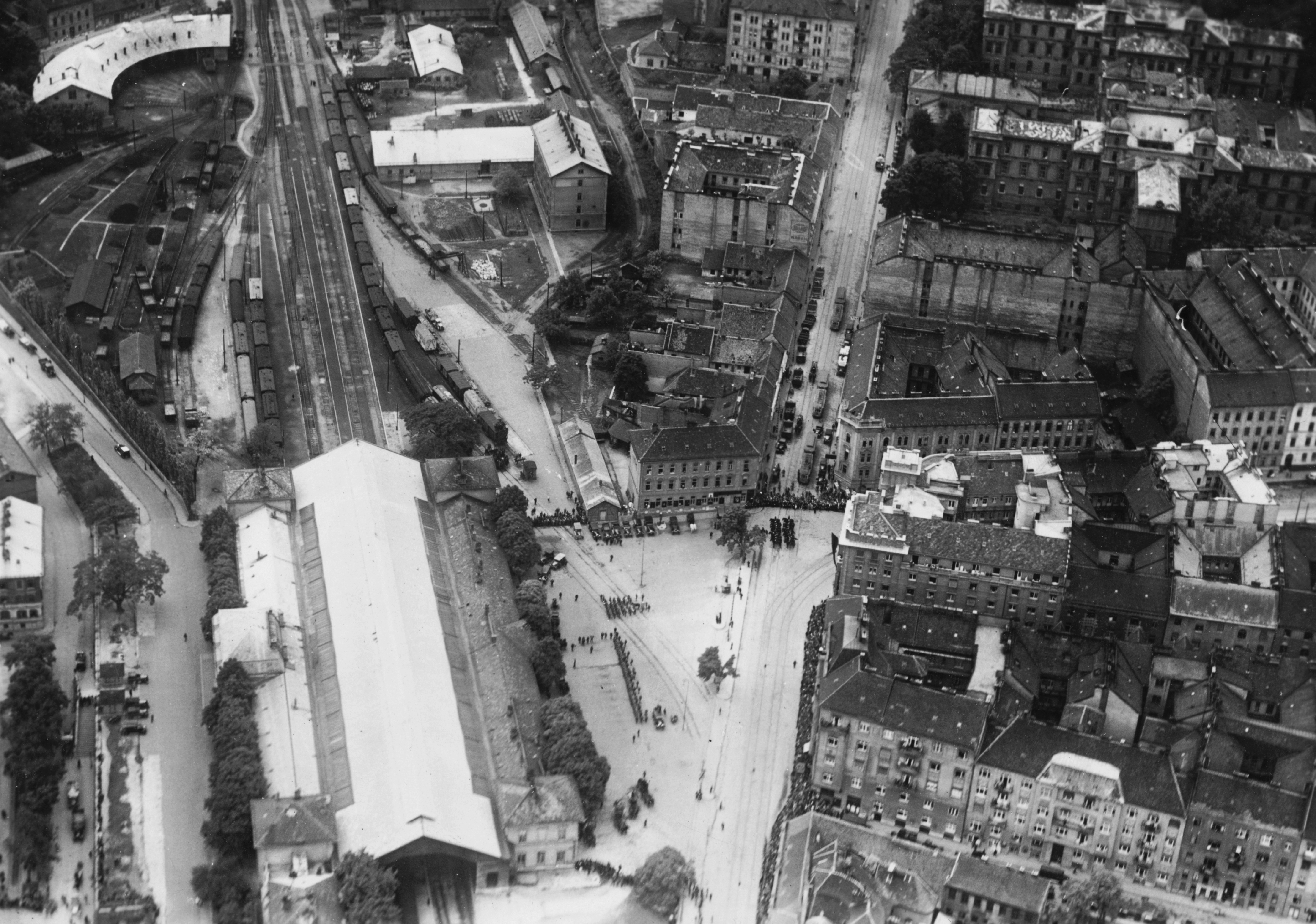
Budapest Südbahnhof (Architekt: Karl Etzel, 1861)
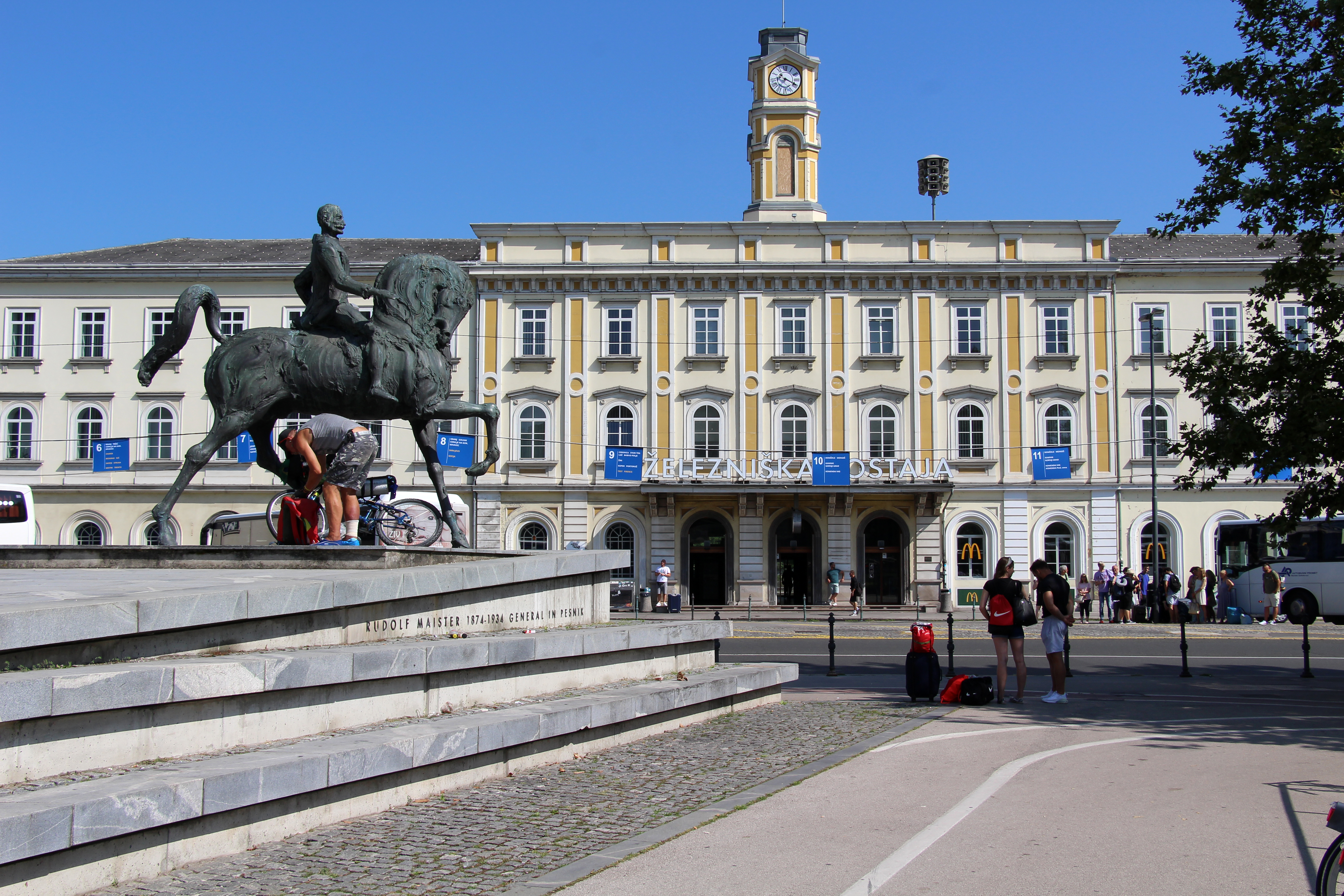
Laibach (1849)

Ab 1858 leitete der Architekt Wilhelm von Flattich das Hochbaubüro der Südbahn und war als „Hausarchitekt“ der Gesellschaft mit seinen Bauten stilbildend für die architektonische Entwicklung entlang der Südbahn-Linien. Er plante nicht nur den Wiener Südbahnhof sowie den Triestiner Endbahnhof, sondern auch viele Bauten entlang der Bahn. So entstanden auch das Südbahnhotel am Semmering, das Grand Hotel Toblach sowie Villen in Reichenau an der Rax unter seiner Leitung.
Die Architekten Karl Badstieber, Karl Reiner und Wilhelm von Flattich bauten Wohnhäuser für Bedienstete der Südbahn-Gesellschaft in Wien (z. B. die denkmalgeschützten Arbeiterwohnhäuser in der Eichenstraße) und der Steiermark.

## Lokomotiven

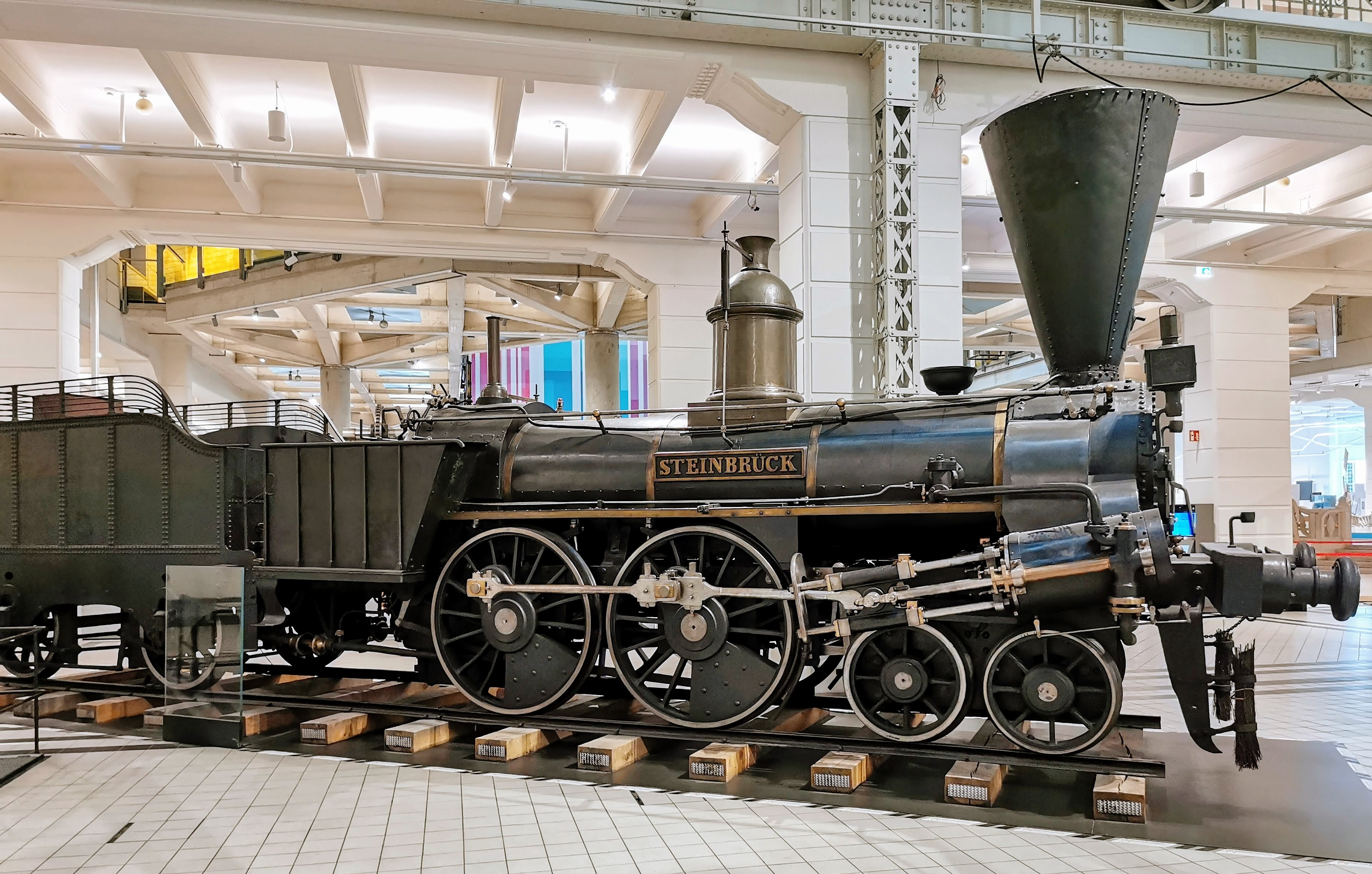
Lok Steinbrück im TMW

Die Südbahn-Gesellschaft verwendete in den letzten Jahren ihres Bestandes für die Bezeichnung einiger Lokomotiven ein eigenes System, für andere Lokomotiven das Reihenschema der kkStB und BBÖ. Damit dürfte sie weltweit zu den ganz wenigen Bahnunternehmen zählen, die gleichzeitig verschiedene Reihenschemata verwendeten.
Am 1. Januar 1882 war die Gesellschaft im Besitz von 565 Lokomotiven, 1194 Personenwagen und 11.075 Güterwagen. Ende 1906 bestand der Fuhrpark aus 924 Lokomotiven, 850 Tendern, 2134 Personen- und über 17000 Güterwagen.

## Museen

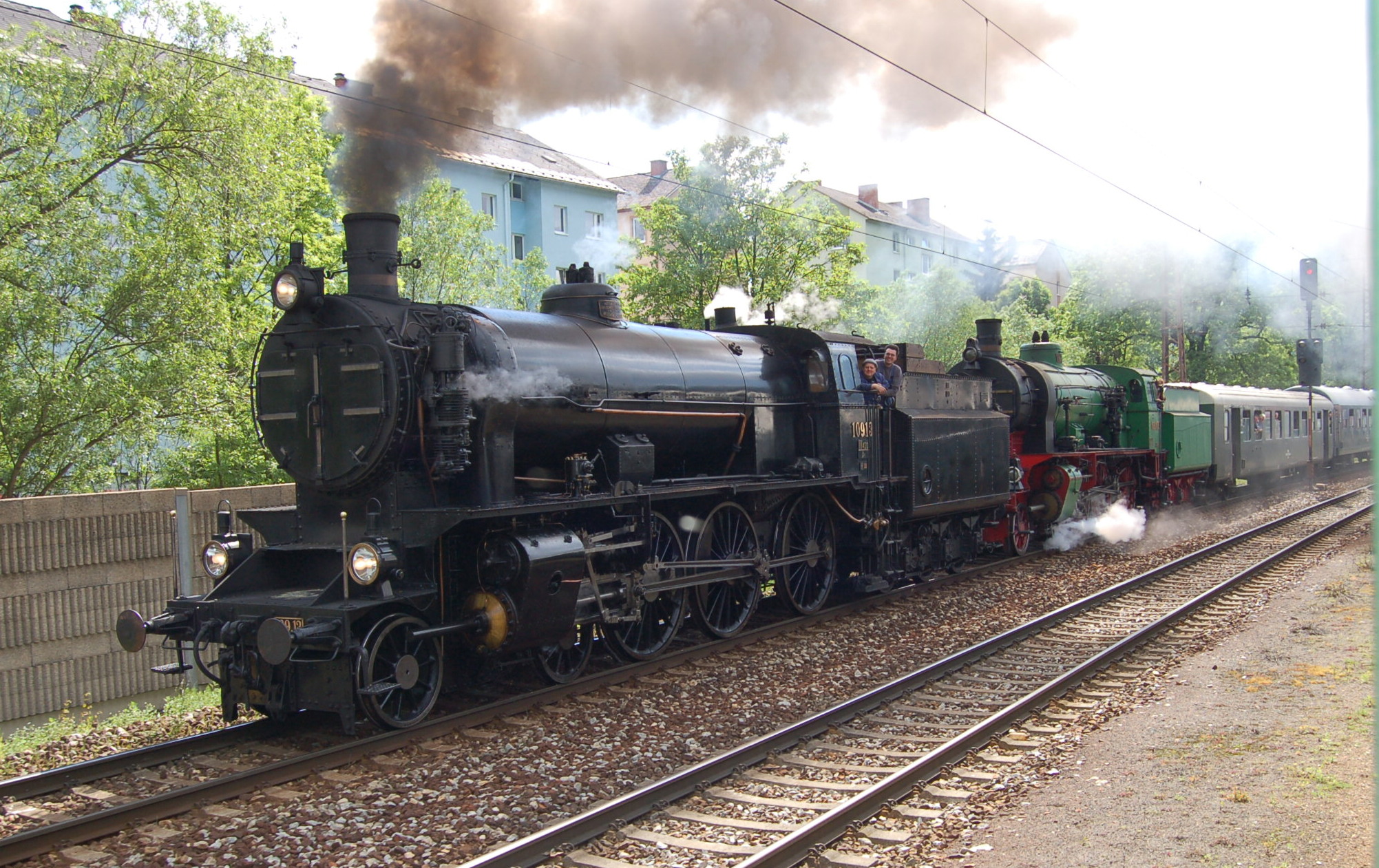
Zwei Loks der Reihe 109

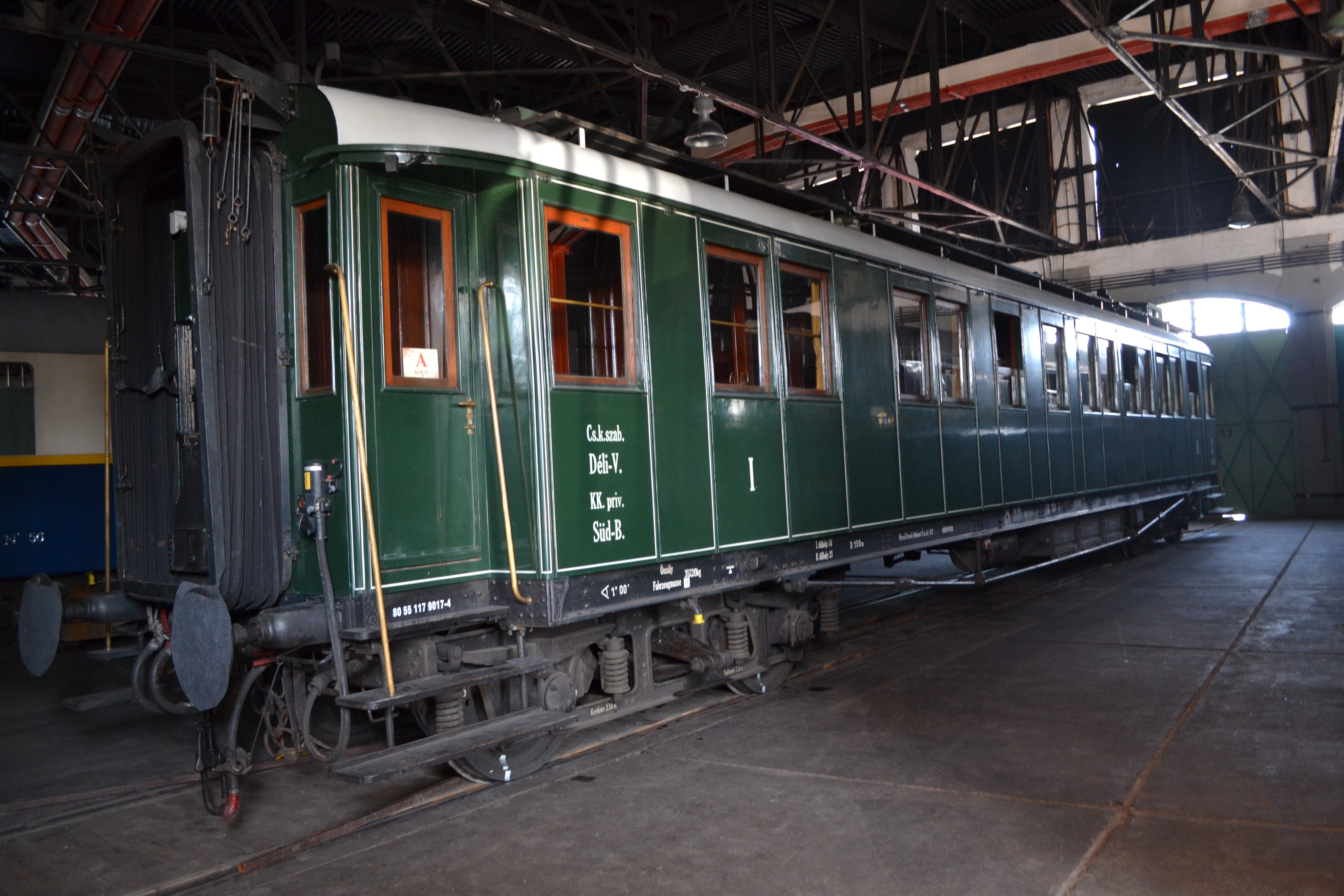
Erhaltener Personenwagen im Bahnpark Budapest

### Südbahnheizhaus Lienz
Im Südbahnheizhaus Lienz wird vom Verein der Eisenbahnfreunde Lienz eine Dauerausstellung zur Südbahn präsentiert. Die Ausstellung umfasst historische Fahrzeuge sowie Exponate aus der Südbahnzeit.

### Kulturbahnhof
Schwerpunktmäßig befasst sich das Südbahnmuseum in Mürzzuschlag mit der Südbahn bzw. der Südbahn-Gesellschaft. Seit 2024 befindet sich die Lokomotive Steinbrück, vormals im Technischen Museum in Wien, im Südbahnmuseum.

### Erhaltene Dampflokomotiven
In Österreich, Ungarn, Slowenien und Serbien sind mehrere Lokomotiven der Südbahn-Gesellschaft erhalten. Die 1848 gebaute Dampflokomotive Steinbrück des Technischen Museums Wien zählt zu den fünf ältesten erhaltenen Originaldampfloks in Kontinentaleuropa. Die später bei der Graz-Köflacher-Bahn eingesetzte Lok 671 gilt mit Baujahr 1860 die dienstälteste Dampflok der Welt, mehrere Exemplare dieser Reihe sind in Museen erhalten.
Originalfahrzeuge besitzen:
- Eisenbahnmuseum Das Heizhaus in Strasshof bei Wien
- Technisches Museum Wien
- Eisenbahnmuseum der Slowenischen Staatsbahnen in Ljubljana
- Deutsches Technikmuseum Berlin
- Technisches Eisenbahnmuseum Lieboch bei Graz
- Közlekedési Múzeum (Verkehrsmuseum) Budapest
- das Eisenbahnmuseum Bahnhistorischer Park Budapest

### Andere erhaltene Objekte
Das Eisenbahnmuseum Belgrad besitzt ein hölzernes Drehgestell eines Personenwagens aus der Gründungszeit der Südbahn.